# Font de Sant Jaume
És una font de broc obrada en pedra del poble d'Horta d'Avinyó municipi d'Avinyó.
Està situada entre el torrent de Sant Jaume i el Carrer de Sant Jaume.
La partida a la qual pertany la font i el mas adjacent és la Vila-Seca.
La font tal com la coneixem ara, juntament amb uns rentadors, va ser obrada pels propietaris de Mas Gomis a principis del s.XX per donar accés a l'aigua als veïns del Carrer de Sant Jaume.